# Anchitheriinae
Anchitheriinae — подсемейство примитивных вымерших млекопитающих из семейства лошадиных (Equidae). Древнейший известный представитель — мезогиппус (Mesohippus), живший в Северной Америке в середине эоцена. Вымерли в раннем плиоцене (последний известный представитель — Sinohippus из Евразии).

## Роды
- Род † Анхитерий Anchitherium
- Род † Археогиппус Archaeohippus
- Род † Десматиппус Desmatippus
- Род † Гипогиппус Hypohippus
- Род † Калобатиппус Kalobatippus
- Род † Мегагиппус Megahippus
- Род † Мезогиппус Mesohippus
- Род † Миогиппус Miohippus
- Род † Парагиппус Parahippus
- Род † Синогиппус Sinohippus